# Louis-Pierre Baltard
(NN) 
Louis-Pierre Baltard (Parigi, 9 luglio 1764 – 22 gennaio 1846) è stato un architetto e incisore francese.

## Biografia

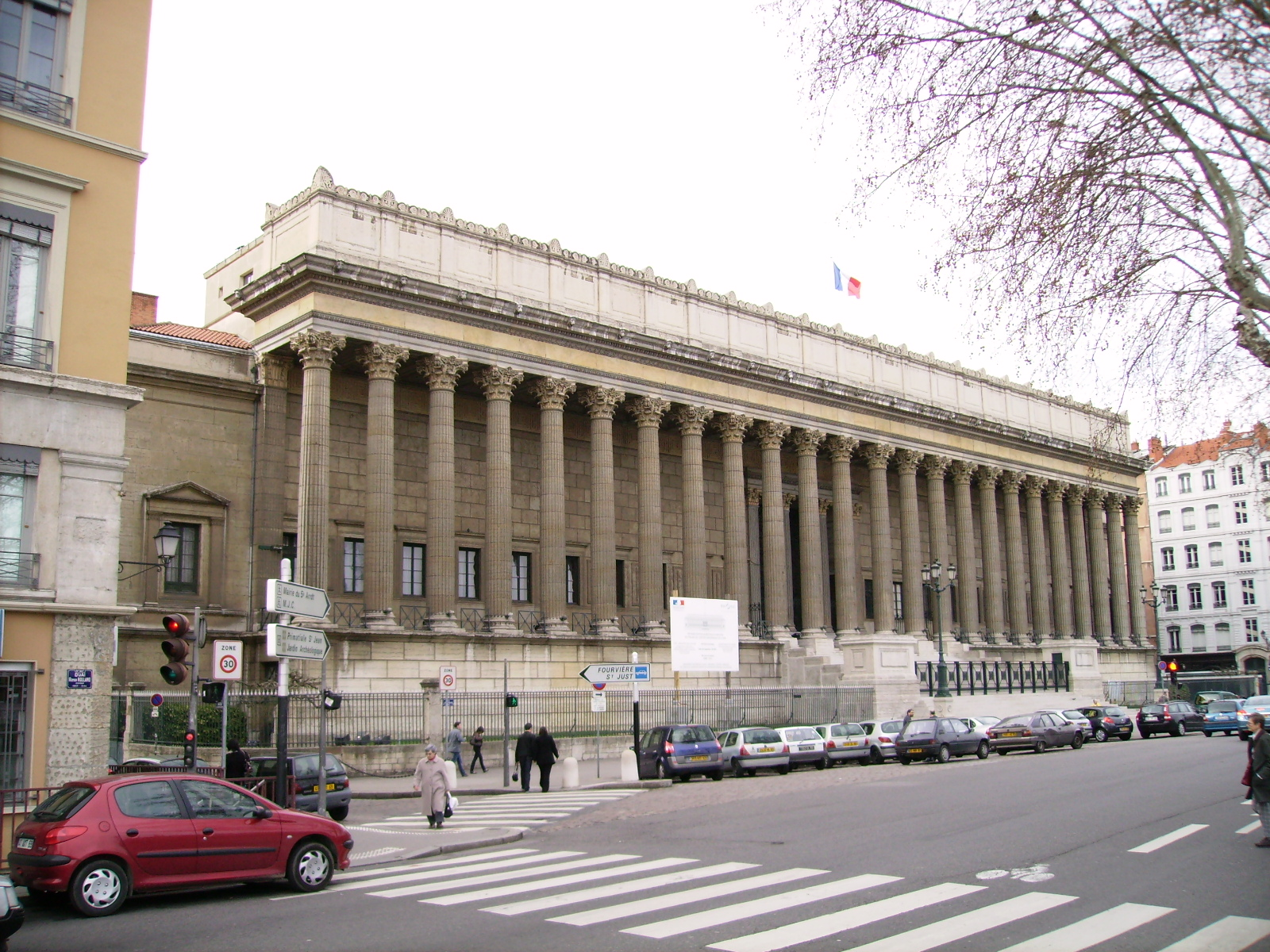
Palazzo di Giustizia, Lione

Si formò inizialmente come pittore, ma dopo un viaggio in Italia si interessò all'architettura, divenendo esponente dello stile neoclassico nella Francia napoleonica.
Pubblicò diverse raccolte di incisioni e a partire dal 1835 realizzò la sua opera principale: il Palazzo di Giustizia di Lione. Esso, con il suo imponente portico corinzio, è una tarda espressione dello Stile Impero e, con la sua severa impostazione classica, si inserisce nei gusti accademici decretati da Antoine Chrysostome Quatremère de Quincy, segretario dell'Académie des beaux-arts per oltre vent'anni.
La sua passione per i viaggi di studio e scoperte lo porto nel mondo alpino. Del 1806 è l'opera Lettres, ou Voyage pittoresque dans les Alpes, en passant par la route de Lyon et le Mont-Cenis ; suivi d'un Recueil de vues des monumens antiques de Rome. Nell'estate del 1837, invece, pubblicò il Journal descriptif et croquis de vues pittoresques faits dans un voyage en Savoie du 10 au 21 août 1837 che è stato successivamente ripubblicato dalla Société savoissienne d'histoire et d'archeologie. L'opera offre ampie descrizioni dei luoghi naturali, degli usi e dei costumi locali nelle alpi.